# 切格尔德
切格尔德，是匈牙利索博尔奇-索特马尔-贝拉格州所辖的一个村。总面积19.35平方公里，总人口603，人口密度31.2人/平方公里（2011年1月1日）。